# Makiragoudlijster
De makiragoudlijster (Zoothera margaretae) is een zangvogel uit de familie Turdidae (lijsters). De vogel werd in 1935 door de Duits/Amerikaanse evolutiebioloog Ernst Mayr beschreven en als eerbetoon (zeer waarschijnlijk want niet expliciet vermeld in de eerste beschrijving) vernoemd naar Margarete Simon, de vrouw die in 1935 zijn echtgenote werd. De vogel komt voor in dichtbegroeid bos op berghellingen op één eiland van de Salomonseilanden.

## Kenmerken
De vogel is 23 cm groot, dat is het formaat van een merel. Het mannetje is olijfkleurig bruin van boven met op de vleugels twee rijen stippels als een soort vleugelstrepen. Van onder, van de keel tot de onderbuik is de vogel licht gekleurd met een schubbenpatroon, waarbij de schubben bruine randen hebben. De snavel is bijna zwart, de poten zijn licht vleeskleurig. Het vrouwtje verschilt weinig van het mannetje, maar is van onder doffer gekleurd.

## Verspreiding en leefgebied
Deze soort is endemisch op het eiland Makira van de Salomonseilanden. Het leefgebied bestaat uit natuurlijk bos dat groeit op berghellingen en in rotskloven op 400 tot 700 meter boven de zeespiegel. De vogel heeft een verborgen leefwijze en wordt weinig waargenomen, maar is mogelijk niet zo zeldzaam.

## Status
De lijstersoort komt nog voor in een stuk montaan bos op het eiland en dit habitat is nog betrekkelijk goed beschermd. Zoals op veel eilanden vormen invasieve diersoorten zoals verwilderde katten, maar ook zwarte ratten een bedreiging voor broedvogels. Ook kan ontbossing zorgen voor habitatverlies. Daarom staat de vogelsoort als gevoelig op de Rode Lijst van de IUCN.